# Eucorydia coerulea
Eucorydia coerulea är en kackerlacksart som först beskrevs av Robert Walter Campbell Shelford 1906.  Eucorydia coerulea ingår i släktet Eucorydia och familjen Polyphagidae. Inga underarter finns listade i Catalogue of Life.